# Elizabeth Spriggs
Elizabeth Spriggs (* 8. September 1929 in Buxton, Derbyshire; † 2. Juli 2008 in Oxford, Oxfordshire) war eine mit dem Laurence Olivier Award ausgezeichnete und BAFTA-nominierte britische Schauspielerin.

## Leben
Spriggs war eine der bekanntesten Charakterdarstellerinnen des britischen Fernsehens. Zwischen 1982 und 1995 spielte sie die Rolle der Nan in der Serie Shine on Harvey Moon. Sie trat zudem in verschiedenen Dickens-Verfilmungen der BBC auf. Zwischen 1962 und 1976 war Spriggs Mitglied der Royal Shakespeare Company und spielte diverse Shakespeare-Rollen am Theater, so unter anderem die Gertrude in Hamlet mit David Warner in der Titelrolle. 1978 erhielt sie den Laurence Olivier Award als beste Darstellerin in einer Nebenrolle für ihre Darstellung in Love Letters on Blue Paper.
Spriggs spielte vereinzelt in Kinofilmen wie Sinn und Sinnlichkeit und Harry Potter und der Stein der Weisen (als Fette Dame) und war auch als Hörspielsprecherin tätig, zuletzt für das BBC Radio 4 in Barbara Pyms Jane and Prudence.

## Filmografie (Auswahl)
- 1968: Auch Arbeit kann von Übel sein (Work Is a 4-Letter Word)
- 1969: 2 durch 3 geht nicht (Three Into Two Won’t Go)
- 1980: Die unglaublichen Geschichten von Roald Dahl (Tales of the Unexpected)
- 1980: FOX (TV-Serie) in jeder Folge
- 1980: Richards Erbe (Richard’s Things)
- 1981: Lady Chatterley’s Liebhaber (Lady Chatterley’s Lover)
- 1982: Shine on Harvey Moon
- 1982: Agatha Christie: Das Spinnennetz (Spider’s Web)
- 1984: Cold Room – Kalter Hauch der Vergangenheit (The Cold Room)
- 1987: Doctor Who
- 1990: Orangen sind nicht die einzige Frucht (Oranges Are Not the Only Fruit)
- 1991: Verliebt in Chopin (Impromptu)
- 1992: Die Abenteuer des jungen Indiana Jones (The Young Indiana Jones Chronicles)
- 1995: Sinn und Sinnlichkeit (Sense and Sensibility)
- 1996: Geschichten aus der Gruft (Tales from the Crypt)
- 1997: Paradise Road
- 1997: Inspector Barnaby (Midsomer Murders), Tod in Badger's Drift
- 1999: A Christmas Carol – Die Nacht vor Weihnachten (A Christmas Carol)
- 1999: Alice im Wunderland (Alice in Wonderland)
- 2001: Harry Potter und der Stein der Weisen (Harry Potter and the Sorcerer's Stone)
- 2006: Inspector Barnaby (Midsomer Murders) Fernsehserie, Staffel 9, Folge 2: Die tote Königin (Dead Letters)
- 2006: Der Todeswirbel (Agatha Christie’s Poirot; Fernsehserie, Folge: Taken at the Flood)